# David White (géologue)
Charles David White (1er juillet 1862 - 7 février 1935), qui porte normalement son deuxième prénom, est un géologue américain, né à Palmyra, dans l'État de New York.

## Biographie
Il est diplômé de l'université Cornell en 1886, et en 1889 est devenu membre de l'Institut d'études géologiques des États-Unis. Finalement, il devient géologue en chef.
En 1903, il devient conservateur associé de la paléobotanique à la Smithsonian Institution. Il écrit de nombreux articles sur des sujets géologiques et paléontologiques.
La maison de David White (en), sa maison pendant 15 ans, est un monument historique national des États-Unis.
Il réalise l'une des études les plus complètes sur la flore Glossopteris, le principal composant des gisements fossiles de charbon minéral au Brésil.
David White remporte la médaille Thompson en 1931 et la médaille Walcott en 1934. Il est président de la Société américaine de géologie en 1923,. Il "considérait lui-même que son rapport structure-carbone pour la présence de pétrole et de gaz était sa plus grande réussite scientifique".

## Ouvrages
- Flora of the outlying Carboniferous basins of southwestern Missouri US Geological Survey Bulletin n ° 98 (1893)
- Fossil flora of the lower coal measures of Missouri US Geological Survey Monograph No.37 (1899)
- The geology of the Perry Basin in southeastern Maine avec GO Smith. US Geological Survey Professional Paper n ° 35 (1905)
- The effect of oxygen in coal US Geological Survey Bulletin No. 382 (1909)
- Shorter contributions to general geology, 1913 US Geological Survey Professional Paper No. 85 (1914)